# Albert Jurgenson
Albert Jurgenson (Parigi, 4 giugno 1929 – Parigi, 12 giugno 2002) è stato un montatore francese.

## Riconoscimenti
- Premio César per il miglior montaggio
  - 1978: vincitore - Providence
  - 1981: candidato - L'ombrello bulgaro
  - 1982: vincitore - Guardato a vista
  - 1994: candidato - Smoking/No Smoking

## Filmografia

### Montatore
- Les marines, regia di François Reichenbach (1957) - cortometraggio
- Il paese di Paperino (Une fée... pas comme les autres), regia di Jean Tourane (1957)
- Les surmenés, regia di Jacques Doniol-Valcroze (1958) - cortometraggio
- Peccatori in blue jeans (Les tricheurs), regia di Marcel Carné (1958)
- Asfalto che scotta (Classe tous risques), regia di Claude Sautet (1960)
- Moderato cantabile, regia di Peter Brook (1960)
- L'America vista da un francese (L'Amérique insolite), regia di François Reichenbach (1960)
- La verità (La vérité), regia di Henri-Georges Clouzot (1960)
- A briglia sciolta (La Bride sur le cou), regia di Jean Aurel, Jack Dunn Trop e Roger Vadim (1961)
- La bella americana (La belle Américaine), regia di Robert Dhéry e Pierre Tchernia (1961)
- Parigi proibita (Du mouron pour les petits oiseaux), regia di Marcel Carné (1962)
- Rififi a Tokyo (Rififi à Tokyo), regia di Jacques Deray (1963)
- Il gioco degli innamorati (Les amoureux du France), regia di Pierre Grimblat e François Reichenbach (1964)
- Il poliziotto 202 (Allez France!), regia di Robert Dhéry e Pierre Tchernia (1964)
- Colpo grosso ma non troppo (Le corniaud), regia di Gérard Oury (1965)
- La tête du client, regia di Jacques Poitrenaud (1965)
- Tre gendarmi a New York (Le gendarme à New York), regia di Jean Girault (1965)
- Layton... bambole e karatè (Carré de dames pour un as), regia di Jacques Poitrenaud (1966)
- L'affare Goshenko (L'Espion), regia di Raoul Lévy (1966)
- Tre uomini in fuga (La Grande vadrouille), regia di Gérard Oury (1966)
- L'implacabile caccia (Le canard en fer blanc), regia di Jacques Poitrenaud (1967)
- Si salvi chi può (Le Petit Baigneur), regia di Robert Dhéry (1967)
- Je t'aime, je t'aime - Anatomia di un suicidio (Je t'aime, je t'aime), regia di Alain Resnais (1968)
- Il cervello (Le cerveau), regia di Gérard Oury (1969)
- L'uomo venuto da Chicago (Un condé), regia di Yves Boisset (1970)
- Pouce, regia di Pierre Badel (1971)
- On est toujours trop bon avec les femmes, regia di Michel Boisrond (1971)
- Da parte degli amici: firmato mafia! (Le saut de l'ange), regia di Yves Boisset (1971)
- Mania di grandezza (La folie des grandeurs), regia di Gérard Oury (1971)
- L'attentato (L'attentat), regia di Yves Boisset (1972)
- Questo impossibile oggetto (Story of a Love Story), regia di John Frankenheimer (1973)
- R.A.S. nulla da segnalare, regia di Yves Boisset (1973)
- Le folli avventure di Rabbi Jacob (Les aventures de Rabbi Jacob), regia di Gérard Oury (1973)
- Stavisky, il grande truffatore (Stavisky...), regia di Alain Resnais (1974)
- Vos gueules les mouettes!, regia di Robert Dhéry (1974)
- Dupont Lajoie, regia di Yves Boisset (1975)
- Una donna da uccidere (Folle à tuer), regia di Yves Boisset (1975)
- Scene di un'amicizia tra donne (Lumière), regia di Jeanne Moreau (1976)
- Il giudice d'assalto (Le juge Fayard dit Le Shériff), regia di Yves Boisset (1977)
- Providence, regia di Alain Resnais (1977)
- Un taxi color malva (Un taxi mauve), regia di Yves Boisset (1977)
- Repérages, regia di Michel Soutter (1977)
- La 7ème compagnie au clair de lune, regia di Robert Lamoureux (1977)
- La svignata (La carapate), regia di Gérard Oury (1978)
- L'adolescente, regia di Jeanne Moreau (1979)
- La femme flic, regia di Yves Boisset (1980)
- Mio zio d'America (Mon oncle d'Amérique), regia di Alain Resnais (1980)
- L'ombrello bulgaro (Le coup du parapluie), regia di Gérard Oury (1980)
- Guardato a vista (Garde à vue), regia di Claude Miller (1981)
- La capra (La chèvre), regia di Francis Veber (1981)
- Alzati spia (Espion, lève-toi), regia di Yves Boisset (1982)
- L'asso degli assi (L'as des as), regia di Gérard Oury (1982)
- Mia dolce assassina (Mortelle randonnée), regia di Claude Miller (1983)
- La vita è un romanzo (La vie est un roman), regia di Alain Resnais (1983)
- Benvenuta, regia di André Delvaux (1983)
- Professione: poliziotto (Le marginal), regia di Jacques Deray (1983)
- Canicule, regia di Yves Boisset (1984)
- L'amour à mort, regia di Alain Resnais (1984)
- La vengeance du serpent à plumes, regia di Gérard Oury (1984)
- Le neveu de Beethoven, regia di Paul Morrissey (1985)
- Babel opéra, ou la répétition de Don Juan de Wolfgang Amadeus Mozart, regia di André Delvaux (1985)
- L'Effrontée - Sarà perché ti amo? (L'Effrontée), regia di Claude Miller (1985)
- Mélo, regia di Alain Resnais (1986)
- Levy e Goliath (Lévy et Goliath), regia di Gérard Oury (1987)
- Hôtel de France, regia di Patrice Chéreau (1987)
- La piccola ladra (La petite voleuse), regia di Claude Miller (1988)
- L'opera al nero (L'Œuvre au noir), regia di André Delvaux (1988)
- Hôtel Terminus, regia di Marcel Ophüls (1988)
- Voglio tornare a casa! (I Want to Go Home), regia di Alain Resnais (1989)
- Vanille fraise, regia di Gérard Oury (1989)
- November Days, regia di Marcel Ophüls (1991)
- La tribu, regia di Yves Boisset (1991)
- Robert's Movie, regia di Canan Gerede (1992)
- La nuit de l'océan, regia di Antoine Perset (1992)
- L'accompagnatrice, regia di Claude Miller (1992)
- Smoking/No Smoking, regia di Alain Resnais (1993)
- Ask Ölümden Soguktur, regia di Canan Gerede (1995)

### Sceneggiatore
- Si salvi chi può (Le Petit Baigneur), regia di Robert Dhéry (1967)
- Vos gueules les mouettes!, regia di Robert Dhéry (1974)